# Луїс Кан
Луї́с Ісрае́ль Кан (англ. Louis Israel Kahn, справжнє ім'я: Лейзер-Іцок Шмуйловський, англ. Itze-Leib Schmuilowsky, 20 лютого 1901 — 17 березня 1974) — американський архітектор єврейського походження, один із авторів містобудівного плану Філадельфії.

## Біографія
Луїс Кан народився на острові Езель (тепер — Сааремаа) в Естонії 20 лютого 1901 року. 1906 року Луїс разом зі своїми братами і матір'ю Бертою перебираються у США до Філадельфії, до батька Леопольда, що емігрував 1904-го, побоюючись відправлення на Російсько-японську війну. 1914-го він став громадянином США, а наступного року узяв прізвище Кан. 1923 року закінчив архітектурний факультет Пенсильванського університету в місті Філадельфія. Його навчителем був Поль Крет, вихованець паризької школи мистецтв «Эколь де Боз ар», у якого Кан продовжував після закінчення університету.
У 1928 - 1929 роках здійснив подорож Європою, де був особливо вражений середньовічним містом Каркассонн у Франції і замками Шотландії. Познайомившись тоді з "авангардистською" європейською архітектурою він переглянув своє ставлення до доктрин класицизму. Враження від знайомства з роботами Ле Корбюзьє підштовхнуло його до переходу на функціоналізм.
Вернувшись із Європи потрапив під розпал економічної кризи. Тому знайти застосування своїм силам знайти тривалий час не вдавалось. Працював з кількома філадельфійськими архітекторами, як помічник. Згодом став консультантом з питань громадянського будівництва та проектування міст.

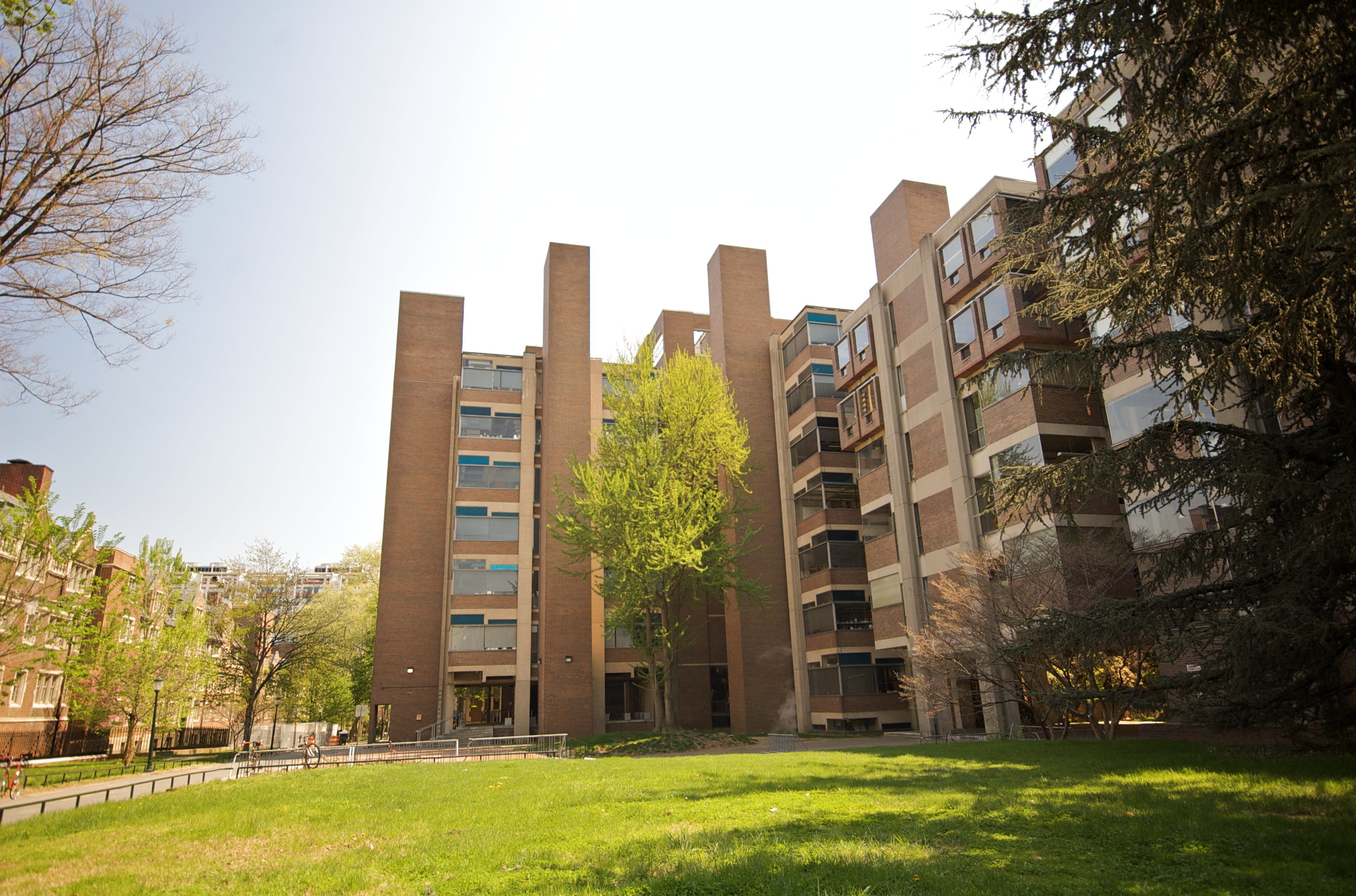
Лабораторії медичних досліджень Річардса

У 1935 році вступив до Американського інституту архітектури, відкриває власну студію в Філадельфії.
1948 Луїс Кан стає професором архітектури в Єльському університеті. Викладання дало потужний поштовх його творчості. Першими значними роботами Кана стали розширення Художньої галереї Єльського університету (1951 - 1953) і будівля федерації медробітників США у Філадельфія (1954 - 1956).
Від 1957 до 1974 року викладав у Пенсильванському університеті у Філадельфії.
Широку відомість Кану принесла будівля медичних лабораторій Пенсильванського університету (1957 – 1961). Далі, протягом короткого відтинку часу, Кан створює цілу низку великих проектів. Зокрема, комплекс урядового центру в Дацці, Індійський інститут управління в Ахмадабаді, Палац конгресів у Венеції, художній коледж у Філадельфії, Біологічний інститут Солка в Сан-Дієго.
Нагороджений Золотою медаллю Американського інституту архітекторів у 1971 і Золотою медаллю RIBA в 1972.
Помер Кан у Нью-Йорку 17 березня 1974.

## Проєкти й будови

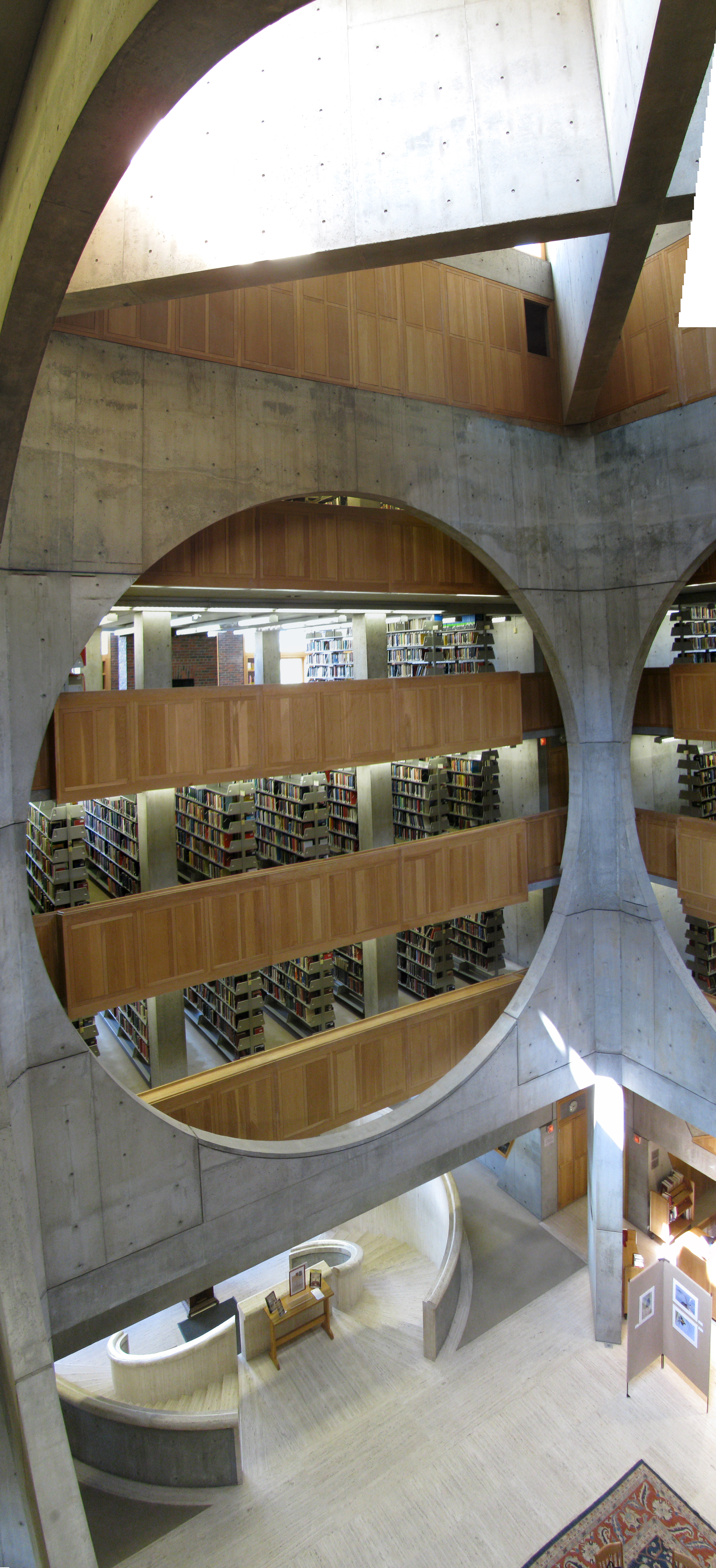
Бібліотека академії Екстера. Інтер'єр атріуму

- Художня галерея Єльського університету в Нью-Гейвені (1951—1953);
- Американська федерація медичних робітників у Філадельфії, США (1954—1956);
- Типографія «Трибун рев'ю» Грінсбург, Пенсільванія, США, (1956—1961);
- Лабораторії медичних досліджень Річардса у Філадельфії, США, 1961;
- Інститут біологічних досліджень Солка в Сан-Дієго, Каліфорнія, США, 1959–1966.
- Завод «Оліветті» в Гаррісбергу, Пенсільванія, США, 1960-ті рр.
- Бібліотека академії Екстера, Нью-Гемпшир, США, 1969;
- Консульство США в Анголі, Луанда, 1959—1962;
- Будівля Національної асамблеї Дакка, Бангладеш, 1962;
- Індійський інститут управління (Indian Institute of Management), Ахмадабад, Індія, 1962;
- Школа тропічної медицини в місті Дакка, Бангладеш, 1964;
- Проект синагоги конгрегації «Мікве Исраель», Філадельфія, Пенсільванія, 1961–1970. Нездійснений.
- Реконструкція синагоги «Хурва» в Старому місті Єрусалима, Ізраїль, 1968.
- «Меморіал шести мільйонам», Мангеттен, Нью-Йорк, США, 1967–1969.
- Будівля Центру єврейської громади Трентона, Нью-Джерсі, США, 1954–1959.
- Синагога «Бет-Ель» в районі Чаппаква, Нью-Йорк, 1966–1972.
- Центр Вольфсона на території Тель-Авівського університету, Тель-Авів, Ізраїль. Факультет машинобудування та інженерів транспорту.
- Єльський центр британського мистецтва, Єльський університет, Нью-Гейвен, Коннектикут, 1969–1974.
- Палац конгресів у Венеції, Італія;
- Художній коледж у Філадельфії США;

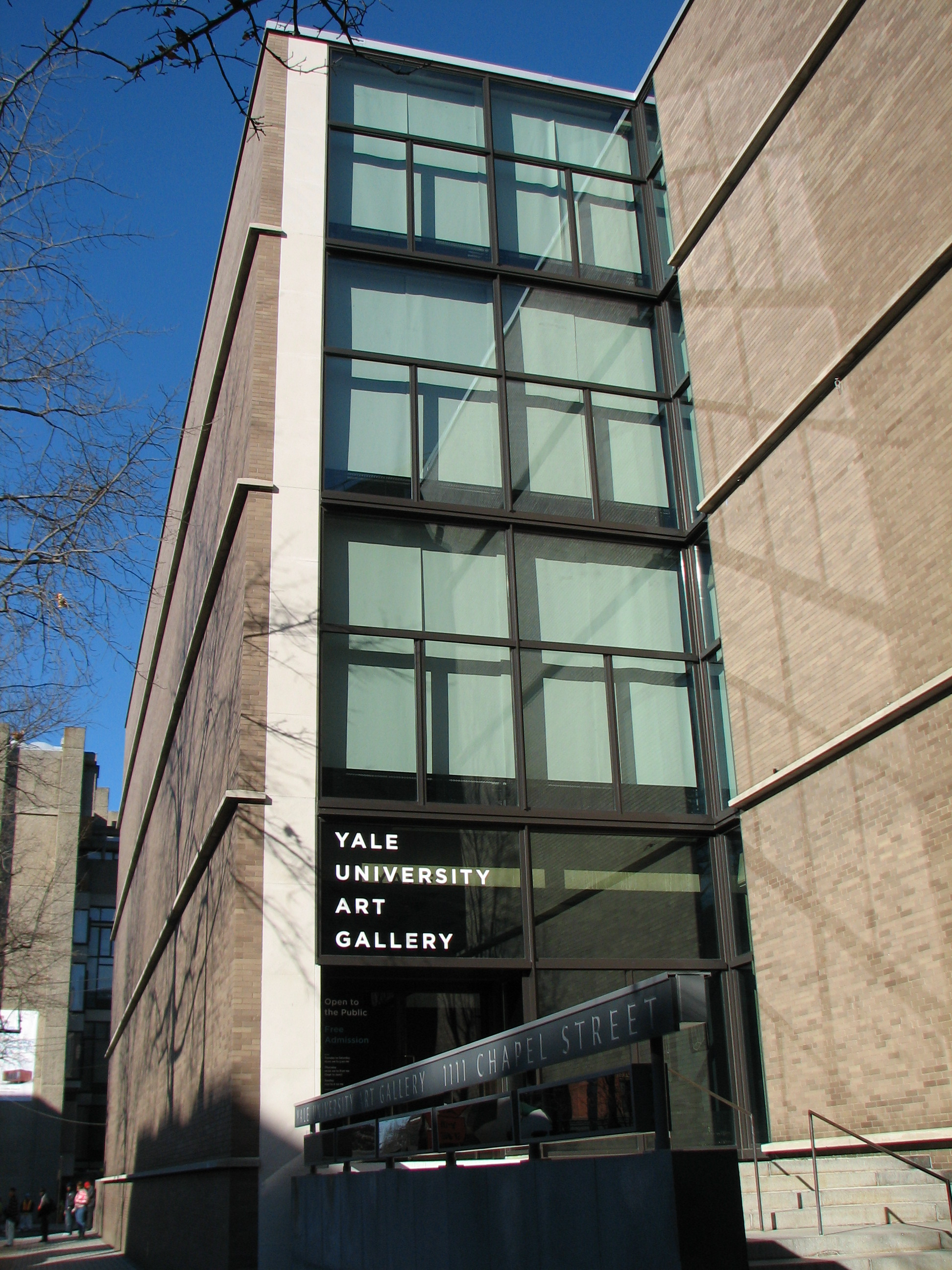
Художня галерея Єльського університету
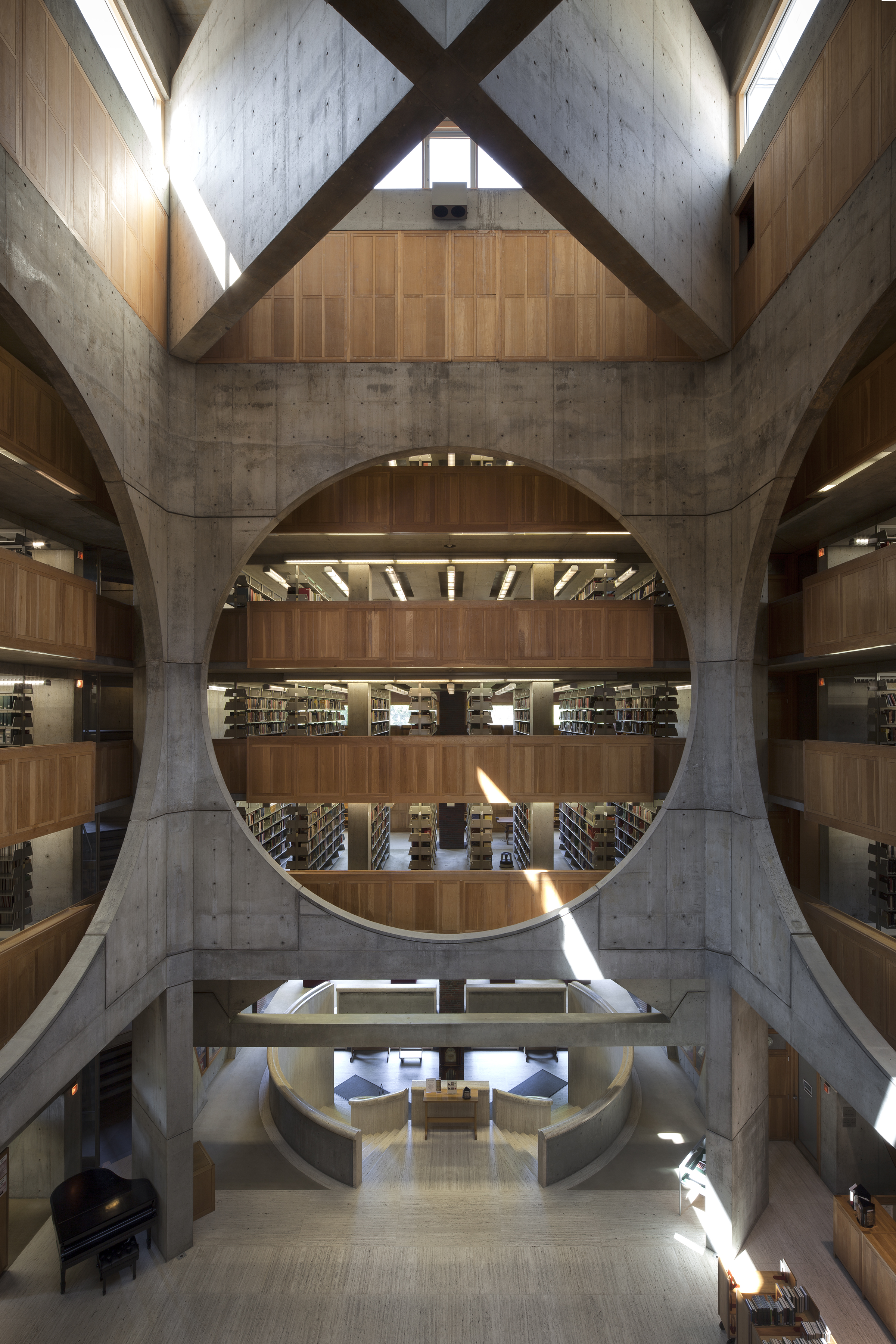
Бібліотека Академії Екстера